# Joseph Jackson (strzelec)
Joseph „Joe” Jackson (ur. 23 września 1880 w Saint Louis, zm. 30 grudnia 1960 w hrabstwie Polk) – amerykański strzelec, trzykrotny mistrz olimpijski.
W 1901 roku dołączył do Marines. W 1913 roku zdobył odznakę wybitnego strzelca. W 1917 roku awansował do stopnia oficera. Zdobył liczne tytuły strzeleckie na zawodach krajowych i wojskowych. W latach 1920–1924 reprezentował swój kraj na zawodach międzynarodowych. Został później trenerem i kapitanem reprezentacji strzeleckiej Marines. Na emeryturę przeszedł w styczniu 1932 roku.
Na Letnich Igrzyskach Olimpijskich 1920 Jackson wystąpił w co najmniej 7 konkurencjach. Na podium zawodów stawał wyłącznie w konkurencjach drużynowych. Został mistrzem olimpijskim w karabinie wojskowym leżąc z 300 m, karabinie wojskowym leżąc z 600 m i karabinie wojskowym leżąc z 300 i 600 m (w dwóch pierwszych konkurencjach był najsłabszym amerykańskim zawodnikiem, zaś w ostatniej miał najlepszy wynik wśród reprezentantów USA).

## Wyniki

### Igrzyska olimpijskie
| Igrzyska | Konkurencja                                    | Wynik                            | Miejsce | Źródło |
| -------- | ---------------------------------------------- | -------------------------------- | ------- | ------ |
| IO 1920  | Karabin wojskowy leżąc, 300 m                  | 54 pkt.                          | ?       | [ 1 ]  |
| IO 1920  | Karabin wojskowy leżąc, 300 m, drużynowo       | 289 pkt. (druż.) 55 pkt. (ind.)  |         | [ 2 ]  |
| IO 1920  | Karabin wojskowy leżąc, 600 m                  | 58 pkt.                          | 5       | [ 3 ]  |
| IO 1920  | Karabin wojskowy leżąc, 600 m, drużynowo       | 287 pkt. (druż.) 56 pkt. (ind.)  |         | [ 4 ]  |
| IO 1920  | Karabin wojskowy leżąc, 300 i 600 m, drużynowo | 573 pkt. (druż.) 116 pkt. (ind.) |         | [ 5 ]  |
| IO 1920  | Runda pojedyncza do sylwetki jelenia           | 30 pkt.                          | ?       | [ 6 ]  |
| IO 1920  | Runda podwójna do sylwetki jelenia             | 61 pkt.                          | ?       | [ 7 ]  |